# Sam, il ragazzo del west/Mimi e le ragazze della pallavolo
Sam, il ragazzo del west/Mimi e le ragazze della pallavolo è un singolo split di Nico Fidenco e di Georgia Lepore, pubblicato nel 1982.

## Descrizione
Sam, il ragazzo del west è un brano musicale scritto da Nico Fidenco, su arrangiamenti di Giacomo Dell'Orso, che vede la partecipazione ai cori di Cinzia Alessandroni e Giulia Alessandroni, realizzato come sigla dell'anime omonimo.
Mimi e le ragazze della pallavolo è un brano musicale scritto e musicato da Lucio Macchiarella, su arrangiamenti di Mike Fraiser e suonato dal gruppo Rocking Horse, interpretato da Georgia Lepore con la partecipazione ai cori di Douglas Meakin e Roger Crouch.
Il brano è stato utilizzato come sigla della serie Mimì e le ragazze della pallavolo.

## Tracce
1. Nico Fidenco – Sam, il ragazzo del west – 3:12 (Nico Fidenco)
2. Georgia Lepore – Mimi e le ragazze della pallavolo – 4:20 (Lucio Macchiarella)